# Doomsday Machine
Doomsday Machine är Arch Enemys sjätte studioalbum, utgivet den 26 juli 2005 på skivbolaget Century Media. Det är bandets tredje album med sångerskan Angela Gossow och producerades av Rickard Bengtsson.

## Låtlista
1. Enter the Machine - 2:02
2. Taking Back My Soul - 4:35
3. Nemesis - 4:12
4. My Apocalypse - 5:25
5. Carry the Cross - 4:12
6. I Am Legend/Out for Blood - 4:58
7. Skeleton Dance - 4:33
8. Hybrids of Steel - 3:49
9. Mechanic God Creation - 5:59
10. Machtkampf - 4:16
11. Slaves of Yesterday - 5:01

## Medverkande
- Angela Gossow - sång
- Michael Amott - gitarr
- Christopher Amott - gitarr
- Sharlee D'Angelo - bas
- Daniel Erlandsson - trummor
- Ola Strömberg (studiomusiker) - keyboards och programmering